# Daniel Forfang
Daniel Forfang (Tromsø, 1979. december 28.)  norvég síugró jelenleg a Tromso Skiklubb csapatában versenyez.
Daniel 16 évesen döntötte el, hogy síugró lesz. Mégis csak 2002 tavaszán, 23 évesen mutatkozott be a legjobbak közt a Síugró-világkupában, Hakubában. Abban az idényben 59. lett 18 ponttal. A következő 3 idényben nem szerzett pontot. (Igaz, 2004 tavaszán eltört a lába.) A 2004–05-ös idényben 28. lett, 178 ponttal (a négysáncversenyben 24.). Be is került a norvég síugrócsapat A-keretébe, részt vett a gyalázatos eredménnyel zárult willingeni csapatversenyen (9.-ek lettek, 11-ből). Bekerült a obertsdorfi vb-re utazó keretbe is, de csak Lars Bystøl tartalékja volt, nem kapott szerepet. A 2005–2006-os idényben nem tudta megismételni a jó szereplést, csak 82 pontja volt (37. hely). A torinói olimpiára ki se vitték. Még így is meglepő volt, hogy a 2006. nyári Grand Prix-szezon előtt Kojonkoski kapitány nem tette be a 8 fős keretbe. 2006. augusztus 28-án a norvég szövetséggel való vitája után Forfang bejelentette visszavonulását.
Legnagyobb ugrása 214 méter, ezt 2005. március 18-án ugrotta Planicán.
További eredményei: kétszer volt második (2003, 2005) a norvég nemzeti bajnokságban, 2004-ben harmadik.